# Parhypena albopunctata
Parhypena albopunctata är en fjärilsart som beskrevs av Bethune-Baker 1908. Parhypena albopunctata ingår i släktet Parhypena och familjen nattflyn. Inga underarter finns listade i Catalogue of Life.